# Roman Fuchs
Roman Fuchs, född 14 januari 1998, är en fransk simmare.

## Karriär
Vid långbane-EM 2022 i Rom var Fuchs en del av Frankrikes kapplag som tog brons på 4×200 meter frisim. Han simmade även försöksheatet på 4×200 meter mixed frisim där Frankrike sedermera tog silver i finalen.
Vid olympiska sommarspelen 2024 i Paris var Fuchs en del av Frankrikes kapplag som slutade på femte plats på 4×200 meter frisim.